# Santalere
Santalere er en indisk urbefolkning, som taler et austro-asiatisk sprog, santali.
Santalenes sprog blev nedtegnet og grammatiseret af missionæren Paul Olaf Bodding, som også samlede santalernes folkloristiske udtryksformer og udgav en række bøger om santal-nationen og folket i løbet af sin levetid. Han bliver af nogle regnet som ophavsmanden til santalernes skriftsprog.
Traditionelt har santalerne haft hjemsted i delstaterne Jharkhand, Bihar og Bengal. En del santalere bor også i Bangladesh, og i Nepals tre sydøstlige grænsedistrikter modt Indien, Jhapa, Morang og Sunsari.
I Indien er santalerne regnet som kasteløse og har oplevet en massiv undertrykkelse fra hinduistiske og muslimske bengaleres side i deres egne kerneområder. Efter som santalernes traditionelle områder var overbefolkede, gennemførte den norske missionær Lars Olsen Skrefsrud og den danske missionær Hans Peter Børresen en storstilet folkeomflytning af santalere til delstaten Assam, som traditionelt var beboet af folkegruppen boro/bodo. Santalmissionen, som har forgreninger både til Norge, Danmark, Sverige og USA, byggede en koloni ved Mornai tehave i Goalpara, Assam. En række santalere etablerede sig i området. I 1990-årene blev de indblandede i en borgerkrig i delstaten.
I Nepal har santalerne (også kendt som satar og hor) haft vanskeligt ved at få statsborgerskab indtil 2007. Dette har ført til, at mange udvandrede til Indien.